# Эльгення (озеро)
Эльгення (Эльгенья) — озеро ледникового происхождения на севере Тенькинского муниципального округа Магаданской области. Площадь зеркала — 4,68 км². Высота над уровнем моря — 1039 м.

## География
Расположено в депрессии ледникового происхождения в межгорье хребтов Малый и Большой Аннгачак. Моренная гряда с относительной высотой свыше 110 м окаймляет озеро.
Имеет вытянутую форму, протяжённость составляет 3,8 километров с севера на юг при максимальной ширине 1,8 километра. Береговая линия по большей части ровная или слабо изогнутая.
Река Эльгення впадает в озеро на северо-западе и вытекает на юго-востоке.
Недалеко к востоку находится несколько озёр меньшего размера, имеющие общее название Эльгеньевские озёра (наиболее крупные — Лебединое, Окунёвое, Фигурное, Сквозное, Глубокое).
Код озера в Государственном водном реестре РФ — 19010100111119000000093.